# Balulu
Balulu va ser rei d'Ur i el quart i darrer rei de la primera dinastia d'Ur a Sumer. La llista de reis sumeris li assigna un regnat de 36 anys. Cronològicament se situa a la meitat del tercer mil·lenni aC. El seu nom és en llenguatge semita accadi.
Sembla que va morir assassinat i l'hegemonia sobre Sumer va passar als reis d'Awan a l'Elam. Se sap que hi va haver tres reis successius d'aquesta dinastia, dels que no es coneix el nom. Els noms de diversos reis d'Awan que van governar Sumer si que es coneixen però en general no es poden datar.